# Cribrochiurus
Tribu
Genre
Cribrochiurus est un genre de collemboles de la famille des Onychiuridae, le seul de la tribu des Cribrochiurini.

## Distribution
Les espèces de ce genre se rencontrent en Europe.

## Liste des espèces
Selon Checklist of the Collembola of the World (version du 22 septembre 2019) :
- Cribrochiurus cribrosus (Gisin, 1957)
- Cribrochiurus subcribrosus (Gisin, 1957)

## Publication originale
- Weiner, 1996 : Generic revision of Onychiurinae (Collembola: Onychiuridae) with a cladistic analysis. Annales de la Société Entomologique de France, vol. 32, no 2, p. 163-200.